# ژان-ژاک گلدمن
ژان-ژاک گلدمن (فرانسوی: Jean-Jacques Goldman‎؛ زادهٔ ۱۱ اکتبر ۱۹۵۱) ترانه‌سرا و خواننده مشهور اهل فرانسه است. وی از سال ۱۹۷۵ میلادی تاکنون مشغول فعالیت بوده‌است.
او در سال ۱۹۹۷ میلادی برندهٔ جایزه گرمی شده و از سال ۲۰۰۳ میلادی تا کنون، دومین هنرمند رکوردار پرفروش‌ترین آلبوم‌های موسیقی فرانسه (پس از جانی هالیدی) است.
وی از سال ۱۹۹۰ تا ۱۹۹۶ میلادی، یک گروه موسیقی سه‌نفره به نام فردریکس گلدمن جونز تشکیل داد.
از ترانه‌های مشهور او می‌توان به «چون تو» و «چون که می‌روی» اشاره کرد.